# Eslövs landsfiskalsdistrikt
Eslövs landsfiskalsdistrikt var 1918–1964 ett landsfiskalsdistrikt i Malmöhus län, bildat när Sveriges indelning i landsfiskalsdistrikt trädde i kraft den 1 januari 1918, enligt beslut den 7 september 1917. Den 1 januari 1965 avskaffades i Sverige samtliga landsfiskaler och landsfiskalsdistrikt, och deras arbetsuppgifter delades upp på de nyskapade indelningarna polisdistrikt, åklagardistrikt och kronofogdedistrikt.
Landsfiskalsdistriktet låg under länsstyrelsen i Malmöhus län.

## Ingående områden
Den 1 januari 1937 överfördes den del av Norrvidinge landskommun som låg i Harjagers härad till Onsjö härad. När Sveriges nya indelning i landsfiskalsdistrikt trädde i kraft den 1 oktober 1941 (enligt kungörelsen den 28 juni 1941) tillfördes kommunerna Borlunda, Gårdstånga, Holmby, Hurva, Skarhult, Skeglinge, Östra Strö från det upplösta Löberöds landsfiskalsdistrikt. Samtidigt överfördes kommunerna Remmarlöv, Virke och Västra Sallerup till Kävlinge landsfiskalsdistrikt, kommunerna Källs-Nöbbelöv, Norra Skrävlinge och Norrvidinge till Rönnebergs landsfiskalsdistrikt samt kommunerna Reslöv, Trollenäs, Västra Strö och Östra Karaby till Röstånga landsfiskalsdistrikt. När Sveriges nya indelning i landsfiskalsdistrikt trädde i kraft den 1 januari 1952 (enligt kungörelsen 1 juni 1951) ändrades distriktets indelning dels genom kommunreformen 1952, dels genom överförande av områden till och från närliggande distrikt.

### Från 1918
- Eslövs stad

Harjagers härad:
- Del av Norrvidinge landskommun: Den del av kommunen som låg i Harjagers härad.[2]
- Remmarlövs landskommun
- Virke landskommun
- Västra Sallerups landskommun

Onsjö härad:
- Källs-Nöbbelövs landskommun
- Norra Skrävlinge landskommun
- Del av Norrvidinge landskommun: Den del av kommunen som låg i Onsjö härad.[2]
- Reslövs landskommun
- Trollenäs landskommun
- Västra Strö landskommun
- Östra Karaby landskommun

### Från 1937
- Eslövs stad

Harjagers härad:
- Remmarlövs landskommun
- Virke landskommun
- Västra Sallerups landskommun

Onsjö härad:
- Källs-Nöbbelövs landskommun
- Norra Skrävlinge landskommun
- Norrvidinge landskommun
- Reslövs landskommun
- Trollenäs landskommun
- Västra Strö landskommun
- Östra Karaby landskommun

### Från 1 oktober 1941
- Eslövs stad

Frosta härad:
- Borlunda landskommun
- Gårdstånga landskommun
- Holmby landskommun
- Hurva landskommun
- Skarhults landskommun
- Skeglinge landskommun
- Östra Strö landskommun

### Från 1 januari 1952
- Eslövs stad
- Höörs köping
- Norra Frosta landskommun
- Skarhults landskommun
- Snogeröds landskommun